# François-Xavier Gouthe-Soulard
François-Xavier Gouthe-Soulard (* 1. September 1819 in Saint-Jean-la-Vêtre; † 9. September 1900 in Aix-en-Provence) war ein französischer römisch-katholischer Geistlicher und Erzbischof.

## Leben
Xavier Gouthe-Soulard wuchs als Bauernsohn im Forez auf, besuchte das Priesteranwärterseminar in Saint-Jodard und das Priesterseminar Saint-Irénée in Lyon und wurde 1847 im Alter von 27 Jahren im Erzbistum Lyon zum Priester geweiht. Er unterrichtete bis 1852 am Kolleg Notre-Dame des Minimes (Collège des Minimes) in Lyon, wurde 1855 mit einer Arbeit über die Unfehlbarkeit des Papstes theologisch promoviert und übernahm die neue Pfarrei Saint-Vincent-de-Paul im Stadtteil La Guillotière. Von 1870 bis 1877 war er Generalvikar, dann Pfarrer der Kirche Saint-Pierre im Stadtteil Vaise. Seine Pfarrarbeit war überaus erfolgreich. Er galt als sozialkatholisch und unpolitisch.
1886 berief ihn Premierminister René Goblet unter Umgehung üblicher Karrierestufen direkt zum Erzbischof von Aix-en-Provence. Gouthe-Soulards mehrfache Versuche, diese Ernennung unter Verweis auf sein Alter (66 Jahre) und durch Briefe an den Papst abzuwenden, waren erfolglos. In seinem Bistum ging er energisch zu Werk. Schwerpunkte waren die Sozialarbeit und das Schulwesen. Letzteres ist zu sehen vor dem Hintergrund des seit 1878 offen ausgetragenen Kulturkampfes zwischen der von der Freimaurerei beherrschten Dritten Republik und der katholischen Kirche. Gouthe-Soulard empfand die Republik als tyrannisch und schrieb in seinem 1890 erschienenen Katechismus, es sei eine Sünde, bei Wahlen für die Freimaurer zu stimmen. Dabei konnte er sich auf die 1884 durch Papst Leo XIII. in der Enzyklika Humanum genus erfolgte Verurteilung der Freimaurerei stützen.
In dieser aufgeheizten Atmosphäre führte eine Pilgerreise nach Rom, die der Erzbischof 1891 mit seinen Gläubigen unternahm, zu einem folgenreichen Zwischenfall. Dazu muss man wissen, dass die Kirche Italiens ebenfalls zum liberalen Staat in Opposition stand. So hatte zum Beispiel Papst Pius IX. 1874 in der Bulle Non expedit den italienischen Katholiken verboten, an demokratischen Wahlen teilzunehmen. Die republikfeindlichen französischen Katholiken trafen also in Rom ebenfalls auf eine ihnen nicht gewogene Strömung. Als in dieser Situation, ein Tag nach bereits erfolgter Abreise des Pilgerzuges von Rom, ein französischer Besucher des Grabs von König Viktor Emanuel II. (Symbol der konstitutionellen Monarchie mit republikanischen Strukturen) in das Gästebuch schrieb: Es lebe der Papst (Vive le Pape!), kam es durch Aufbauschung der Fakten zu einer allgemeinen anti-französischen italienischen Empörung, die den französischen Kultusminister Armand Fallières bewog, allen französischen Bischöfen brieflich zu empfehlen, sich jeglicher Pilgerreise nach Rom zu enthalten. Darauf antwortete Gouthe-Soulard mit einem Brief, den er sogleich auch in den Regionalzeitungen abdrucken ließ und der in der Aussage gipfelte: „la Franc-Maçonnerie, cette fille aînée de Satan“ (die Freimaurerei, jene erstgeborene Tochter des Satans). Dafür wurde er für den 24. November 1891 nach Paris vor Gericht geladen, wo er wegen Staatsbeleidigung (outrage) zur Zahlung von 3000 Francs verurteilt wurde.

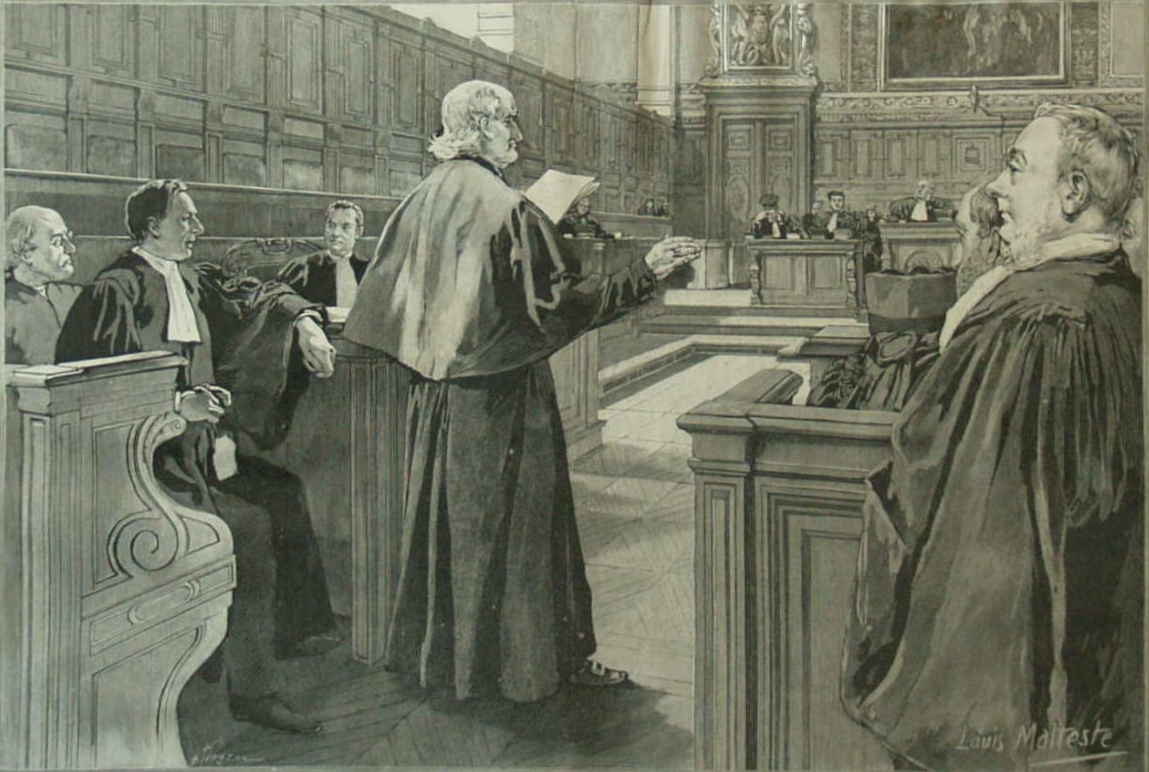
Erzbischof Gouthe-Soulard vor Gericht (Abbildung aus L'Illustration, 5. Dezember 1891)

Da er sich jedoch der Unterstützung des Papstes, aller französischen Bischöfe sowie des Kirchenvolkes sicher war und seine Anreise (wie die Rückreise) zu Ovationen Anlass gegeben hatte, da er sich vor Gericht glänzend verteidigt hatte (auf der Basis eines Gutachtens, das ihm der Aixer Präsident der Anwaltskammer ausgefertigt hatte), ging er für die französischen Katholiken als triumphierender Held aus der Schlacht hervor, und es konnte Erzbischof Richard von Paris sagen: Quel beau jour pour l’Église! (Was für ein schöner Tag für die Kirche!). Zur Zahlung der Strafe von 3000 Francs kamen 40.000 Francs Spendengelder zusammen.
Die kalte Dusche kam für die französischen Katholiken und für den Erzbischof wenige Monate später, als im Februar 1892 die Enzyklika Au milieu des sollicitudes erschien, in der der Papst ihnen empfahl, die Republik zu dulden. Sie stieß in Frankreich auf Unverständnis. Und letztlich konnte auch der Pyrrhussieg von Gouthe-Soulard eine Entwicklung nicht aufhalten, die 1905 in das Gesetz zur Trennung von Kirche und Staat mündete, das Gouthe-Soulard nicht mehr erlebte. Er starb im September 1900 im Alter von 81 Jahren.

## Veröffentlichungen
- Discours et allocutions sur les écoles, divers autres sujets et oeuvres de charité.  Makaire, Aix-en-Provence 1891.
- Mon Procès, mes avocats...  E. Dentu, Paris 1891.